# Темне бажання
«Темне бажання» або «Таємне бажання» (ісп. Oscuro deseo) — мексиканський драматичний вебсеріал-трилер, створений Аргосом Комунікасіоном (ісп. Argos Comunicación) для стрімінгового сервісу Netflix. У серіалі зіграли Майте Перроні, Хорхе Поза, Регіна Павон, Алехандро Шпейцер та Ерік Хайзер.
Початок виробництва було підтверджено 6 травня 2019 року, а прем'єра відбулася 15 липня 2020 року. Серіал став найпопулярнішим неангломовним шоу Netflix (35 млн переглядів за 4 тижні), і 19 серпня 2020 року його було поновлено на другий сезон, прем'єра якого має відбутися в 2021 році.

## Сюжет
Чоловік викладачки юридичного факультету Альми, Леонардо Соларес — суддя, який багато чого приховує від дружини та своєї дочки Зої. Але й жінки розповідають йому далеко не все.

## Акторський склад
- Мейте Перроні — Альма Соларес, викладачка юридичного факультету в коледжі, коханка Даріо.
- Хорхе Поза — Леонардо Соларес, суддя, чоловік Альми, батько Зої.
- Регіна Павон — Зоя Соларес, бунтівна дочка Альми і Леонардо.
- Ерік Хайзер — Естебан Соларес, офіцер поліції, брат Леонардо.
- Алехандро Шпейцер — Даріо Гуерра, студент коледжу, механік, закоханий у Зою.
- Марія Фернанда Єпес — Бренда Кастільо, найкраща подруга Альми.
- Пауліна Матос — Едіт Баллестерос, помічниця Леонардо.